# Sericesthis latens
Sericesthis latens är en skalbaggsart som beskrevs av Britton 1987. Sericesthis latens ingår i släktet Sericesthis och familjen Melolonthidae. Inga underarter finns listade i Catalogue of Life.